# Купа на България по футбол 2014/15
Тази страница представя турнира за Купата на България по футбол, за сезон 2014/2015. Страницата включва регламента на турнира през двете му фази (предварителна и финална), както и клубовете класирали се за и участващи във финалната фаза на турнира. В статията не е включено подробно описание на срещите от двете фази, както и резултатите от предварителната фаза.
От сезон 2012/2013 победителите от двубоите във и след втори кръг на финалната фаза се определят в две срещи между отборите опоненти. От сезон 2014/15 само на 1/16 финалите отборите ще изиграят по 1 среща, а домакин ще бъде по-ниско разредния тим.

## Предварителна фаза
Регламент
Право на участие в този етап имат всички желаещи отбори от четирите В Аматьорски Футболни групи (АФГ) и от всички областни футболни групи (ОФГ).
Всеки областен съвет излъчва един представител, които трябва да е определен след изиграването на поне един мач с друг отбор. Следват мачове между областните представители в рамките на всеки от четирите зонални съвета (ЗС) на БФС, докато не бъдат излъчени по два отбора от всеки ЗС – общо 8. При нужда (наличие на само един желаещ отбор от област) то той трябва да изиграе поне един мач с друг областен първенец.
Срещите се определят от дадения ЗС като в даден двубой могат да участват педставители от различни нива (и от някоя от ОФГ, и от В групите). Победителите в този етап се излъчват в елиминации в една среща. При равенство в редовното време директно се изпълняват дузпи. Домакин във всяка среща е отборът от по-ниско ниво. Ако двата отбора са от едно и също ниво, домакинството се определя с жребий.
Представители на ЗС за сезон 2014/2015
- Североизточна България: Дунав 2010 (Русе)
- Северозападна България: Манастирище 2000 (Манастирище)
- Югозападна България: Пирин (Гоце Делчев)
- Югоизточна България: Атлетик (Куклен)

## Финална фаза
| А футболна група 2014/15 всички отбори | Б футболна група 2014/15 всички отбори | 4-те представителя на ЗС от Предварителната фаза |
| Лудогорец 1945 (Разград) ЦСКА (София) Литекс (Ловеч) Ботев (Пловдив) Левски (София) Черно море (Варна) Локомотив 1926 (Пловдив) Берое (Стара Загора) Славия 1913 (София) Локомотив (София) Марек 2010 (Дупница) Хасково 2009 (Хасково) | Черноморец Бургас (Бургас) Добруджа 1919 (Добрич) Монтана 1921 (Монтана) Банско (Банско) Ботев (Враца) Пирин 2002 (Разлог) Спартак 1918 (Варна) Раковски 2011 (Раковски) Ботев (Гълъбово) Созопол (Созопол) Пирин (Благоевград) Локомотив 2012 (Мездра) Бургас (Бургас) Верея (Стара Загора) Септември (Симитли) Локомотив (Горна Оряховица) | от Североизточна България: - Дунав 2010 (Русе) от Северозападна България: - Манастирище 2000 (Манастирище) от Северозападна България: - Пирин (Гоце Делчев) от Югоизточна България: - Атлетик (Куклен) |

### 1/16 финали
Жребият за тази фаза от турнира е проведен на 10 септември 2014 г. Всички 16 мача ще се играят между 23 и 25
септември 2014 г. В този етап участват всички 32 отбора в турнира в един мач с директна елиминация. Домакин е отборът от по-ниска дивизия. В следващата фаза продължават всички победители.
| 23 септември 2014 | Локомотив 2012 (Мездра) | 0:4 | Ботев (Пловдив)                                                           | Локомотив, Мездра             |  |
| 16:00             |                         |     | Иван Цветков 58' Мариян Огнянов 70' Александър Колев 80' Серкан Юсеин 84' | Съдия: Петър Доровски (София) |  |

| 23 септември 2014 | Спартак 1918 (Варна) | 1:7 | Левски (София)                                                                                               | Спартак, Варна                   |  |
| 16:00             | Деян Малчев 90+2'    |     | Мирослав Иванов 8' Радослав Цонев 23' Божидар Краев 39', 53', 89' Владислав Мисяк 73' Валери Домовчийски 76' | Съдия: Владимир Вълков (Пловдив) |  |

| 23 септември 2014 | Верея (Стара Загора) | 0:2 | Локомотив 1926 (Пловдив)                  | Берое, Стара Загора            |  |
| 16:00             |                      |     | Живко Желев 13' (авт.) Янко Сандански 29' | Съдия: Радослав Станев (Варна) |  |

| 24 септември 2014 | Монтана 1921 (Монтана)                    | 2:1 (сл.пр.) | ЦСКА (София)   | Огоста, Монтана                      |  |
| 15:45             | Мирослав Антонов 79' Сергей Георгиев 105' |              | Тони Силва 73' | Съдия: Александър Костадинов (София) |  |

| 24 септември 2014 | Пирин 2002 (Разлог) | 0:1 | Локомотив (София)      | Локомотив, София               |  |
| 16:00             |                     |     | Александър Манолов 66' | Съдия: Тихомир Алексов (София) |  |

| 24 септември 2014 | Дунав 2010 (Русе)                                   | 4:0 | Раковски 2011 (Раковски) | Градски стадион, Русе         |  |
| 16:00             | Радецов 23' (д.) Златев 25' Чакъров 29' Будинов 60' |     |                          | Съдия: Петър Кирилов (Добрич) |  |

| 24 септември 2014 | Созопол (Созопол) | 0:2 | Черно море (Варна)                    | Арена Созопол, Созопол        |  |
| 16:00             |                   |     | Живко Петков 42' Мирослав Манолов 82' | Съдия: Георги Игнатов (София) |  |

| 24 септември 2014 | Бургас (Бургас) | 0:1 | Берое (Стара Загора) | Градски стадион, Българово          |  |
| 16:00             |                 |     | Станислав Костов 67' | Съдия: Стоян Денев (Велико Търново) |  |

| 24 септември 2014 | Манастирище 2000 (Манастирище) | 1:4 | Локомотив (Горна Оряховица)                                                     | Христо Ботев, Криводол                |  |
| 16:00             | Симеонов 47' (д.)              |     | Янаки Смирнов 22' Йордан Апостолов 23' Атанасов Фиданин 28' Антоний Балъков 40' | Съдия: Георги Гинчев (Велико Търново) |  |

| 24 септември 2014 | Атлетик (Куклен) | 0:6 | Банско (Банско)                                                                                      | Атлетик, Куклен               |  |
| 16:00             |                  |     | Руслан Иванов 6' Венцислав Бенгюзов 52' Георги Фикиин 55', 60' Калоян Стоянов 87' Мартин Станкев 90' | Съдия: Боян Славков (Пловдив) |  |

| 24 септември 2014 | Ботев (Гълъбово) | 1:0 | Марек 2010 (Дупница) | Христо Ботев, Гълъбово        |  |
| 16:00             | Иван Винков 43'  |     |                      | Съдия: Румен Христов (Плевен) |  |

| 24 септември 2014 | Септември (Симитли)   | 1:3 | Хасково 2009 (Хасково)                           | Струма, Симитли             |  |
| 16:00             | Тихомир Костурков 53' |     | Вълчан Чанев 14' Мартин Ковачев 35' Алексиев 87' | Съдия: Волен Чинков (София) |  |

| 24 септември 2014 | Пирин (Гоце Делчев)                     | 3:0 | Добруджа 1919 (Добрич) | Градски стадион, Гоце Делчев       |  |
| 16:00             | Благой Пасков 31', 77' Мурад Ибраим 60' |     |                        | Съдия: Радослав Гидженов (Пловдив) |  |

| 24 септември 2014 | Черноморец Бургас (Бургас) | 1:3 | Славия 1913 (София)                                 | Лазур, Бургас                   |  |
| 16:00             | Деян Христов 77' (д.)      |     | Иван Вълчанов 4' Душан Савич 60' Костадин Дяков 81' | Съдия: Мартин Стоименов (София) |  |

| 24 септември 2014 | Ботев (Враца)    | 1:5 | Лудогорец (Разград)                                                                 | Лудогорец Арена, Разград         |  |
| 16:00             | Павел Петков 55' |     | Жуниньо Кишада 21', 69' Вандерсон 29' Себастиан Ернандес 39' Дарко Савич 57' (авт.) | Съдия: Драгомир Драганов (Варна) |  |

| 25 септември 2014 | Пирин (Благоевград)           | 1:2 (сл.пр.) | Литекс (Ловеч)                            | Христо Ботев, Благоевград   |  |
| 18:00             | Владислав Златинов 91+3' (д.) | Инфо         | Армандо Ваюши 71' (д.) Вилмар Джордан 93' | Съдия: Вихрен Манев (София) |  |

### 1/8 финали
Жребият за тази фаза от турнира е проведен на 2 октомври 2014 г. В този кръг участват 16-те победителя от 1/16 финалите. 16-те отбора чрез пълен жребий се разпределят в 8 двойки. От сезон 2012/2013 победителите в този етап се излъчват в елиминации в две срещи. При равенство в общия резултат от двата мача, напред продължава отборът с повече отбелязани голове на чужд терен. При равенство и по този показател, се играят две продължения по 15 минути, а при продължаващо равенство в общия резултат и отбелязаните голове на чужд терен и след края на продълженията се изпълняват дузпи. 8-те победителя продължават в следващия четвъртфинален кръг.

#### Първи срещи
| 28 октомври 2014 | Черно море (Варна)           | 2:0 | Славия 1913 (София) | Тича, Варна            |  |
| 14:30            | Стенио 45+4' Бекир Расим 62' |     |                     | Съдия: Георги Йорданов |  |

| 28 октомври 2014 | Локомотив 1926 (Пловдив) | 1:1 | Ботев (Пловдив)        | Локомотив, Пловдив               |  |
| 17:45            | Мартин Камбуров 44'      |     | Александър Колев 90+2' | 5000 зрители Съдия: Никола Попов |  |

| 28 октомври 2014 | Литекс (Ловеч)                                              | 3:1 | Пирин (Гоце Делчев) | Градски стадион, Ловеч  |  |
| 18:00            | Васил Божиков 35' Данило Асприля 82' Армандо Ваюши 82' (д.) |     | Христо Кирев 57'    | Съдия: Мартин Стоименов |  |

| 29 октомври 2014 | Монтана 1921 (Монтана)              | 2:0 | Левски (София) | Огоста, Монтана                       |  |
| 14:00            | Сергей Георгиев 42' Иван Минчев 57' |     |                | 1500 зрители Съдия: Станислав Тодоров |  |

| 29 октомври 2014 | Ботев (Гълъбово)             | 1:4 | Локомотив (София)                                     | Христо Ботев, Гълъбово |  |
| 14:00            | Ламджед Шехуди 29' (автогол) |     | Марко Ранджелович 11', 33' Том 39' Ламджед Шехуди 48' | Съдия: Георги Кабаков  |  |

| 29 октомври 2014 | Хасково 2009 (Хасково)                                  | 3:0 | Банско (Банско) | Градски стадион, Хасково |  |
| 14:00            | Атанас Чипилов 9' Димитър Алексиев 13' Джихат Кямил 60' |     |                 | Съдия: Адриан Петров     |  |

| 29 октомври 2014 | Локомотив (Горна Оряховица) | 1:1 | Дунав 2010 (Русе)  | Локомотив, Горна Оряховица       |  |
| 14:00            | Денислав Мицаков 90'        |     | Георги Чакъров 45' | 500 зрители Съдия: Радан Мирянов |  |

| 15 февруари 2015 | Берое (Стара Загора)                 | 2:1 | Лудогорец 1945 (Разград) | Берое, Стара Загора   |  |
| 13:00            | Елиаш да Силва 31' Жуниор Мапуку 71' |     | Фабио Ешпиньо 61'        | Съдия: Ивайло Стоянов |  |

#### Срещи реванш
| 12 ноември 2014 | Пирин (Гоце Делчев) | 0:4 | Литекс (Ловеч)                                            | Градски стадион, Гоце Делчев |  |
| 13:00           |                     |     | Вилмар Джордан 7' Никола Колев 29', 75' Георги Минчев 82' | Съдия: Стоян Денев           |  |

| 14 ноември 2014 | Локомотив (София)                                                   | 5:1 | Ботев (Гълъбово) | Локомотив, София         |  |
| 13:00           | Александър Манолов 1' Даниел Васев 32' Даниел Генов 74', 79', 90+1' |     | Иван Тошев 18'   | Съдия: Драгомир Драганов |  |

| 3 декември 2014 | Ботев (Пловдив)  | 1:2 | Локомотив 1926 (Пловдив)                  | Спортна база Коматево, Пловдив |  |
| 13:00           | Иван Цветков 82' |     | Венелин Филипов 84' Бирсент Карагарен 90' | Съдия: Георги Кабаков          |  |

| 3 декември 2014 | Банско (Банско)                           | 2:0 | Хасково 2009 (Хасково) | Свети Петър, Банско     |  |
| 13:00           | Мартин Станкев 10' Венцислав Бенгюзов 50' |     |                        | Съдия: Мартин Стоименов |  |

| 3 декември 2014 | Славия 1913 (София)                   | 2:2 | Черно море (Варна)                    | Славия, София         |  |
| 13:00           | Мирослав Манолов 33' Живко Петков 44' |     | Жереми Манзоро 42' Карлос Фонсека 72' | Съдия: Ивайло Стоянов |  |

| 3 декември 2014 | Левски (София)                                                          | 4:0 | Монтана 1921 (Монтана) | Георги Аспарухов, София |  |
| 16:00           | Аниете 13' (д.) Аймен Белаид 39' Валери Домовчийски 66' Мигел Бедоя 90' |     |                        | Съдия: Николай Йорданов |  |

| 6 декември 2014 | Дунав 2010 (Русе) | 0:1 | Локомотив (Горна Оряховица) | Градски стадион, Русе            |  |
| 13:00           |                   |     | Илия Карапетров 54'         | 1000 зрители Съдия: Таско Тасков |  |

| 22 февруари 2015 | Лудогорец 1945 (Разград) | 1:0 | Берое (Стара Загора) | Лудогорец Арена, Разград |  |
| 15:30            | Жуниньо Кишада 8'        |     |                      | Съдия: Станислав Ставров |  |

### 1/4 финали
Жребият за тази фаза от турнира е проведен на 16 декември 2014 г. В този кръг участват 8-те победителя от 1/8 финалите. 8-те отбора чрез пълен жребий се разпределят в 4 двойки. От сезон 2012/2013 победителите в този етап се излъчват в елиминации в две срещи. При равенство в общия резултат от двата мача, напред продължава отборът с повече отбелязани голове на чужд терен. При равенство и по този показател, се играят две продължения по 15 минути, а при продължаващо равенство в общия резултат и отбелязаните голове на чужд терен и след края на продълженията се изпълняват дузпи. 4-те победителя продължават в следващия полуфинален кръг.

#### Първи срещи
| 21 февруари 2015 | Черно море (Варна) | 1:0 | Локомотив (Горна Оряховица) | Тича, Варна               |  |
| 13:00            | Бекир Расим 90+2'  |     |                             | Съдия: Мартин Александров |  |

| 21 февруари 2015 | Левски (София)                                                                    | 3:0 | Хасково 2009 (Хасково) | Георги Аспарухов, София |  |
| 17:00            | Валери Домовчийски 21' (д.) Валери Домовчийски 35' Тихомир Трифонов 90' (автогол) |     |                        | Съдия: Стефан Апостолов |  |

| 22 февруари 2015 | Локомотив 1926 (Пловдив)           | 2:1 | Локомотив (София) | Локомотив, Пловдив       |  |
| 12:30            | Ванчо Траянов 9' Йоан Ласимант 35' |     | Ламжед Шехуди 64' | Съдия: Станислав Тодоров |  |

| 4 март 2015 | Литекс (Ловеч) | 0:0 | Лудогорец 1945 (Разград) | Градски стадион, Ловеч   |  |
| 17:30       |                |     |                          | Съдия: Станислав Тодоров |  |

#### Срещи реванш
| 3 март 2015 | Хасково 2009 (Хасково) | 1:1 | Левски (София)     | Градски стадион, Хасково |  |
| 14:00       | Станислав Маламов 81'  |     | Лукаш Гикиевич 42' | Съдия: Aнгел Баялцалиев  |  |

| 4 март 2015 | Локомотив (София) | 1:2 | Локомотив 1926 (Пловдив)         | Локомотив, София        |  |
| 14:00       | Траян Траянов 55' |     | Йоан Ласимант 32' Спас Делев 43' | Съдия: Николай Йорданов |  |

| 5 март 2015 | Локомотив (Горна Оряховица) | 0:5 | Черно море (Варна)                                                                           | Локомотив, Горна Оряховица |  |
| 14:00       |                             |     | Марчин Бургхард 2' Кирил Котев 24' Мамуту Кулибали 26' Вилян Бижев 38' Стенио Дос Сантос 44' | Съдия: Владимир Вълков     |  |

| 18 март 2015 | Лудогорец 1945 (Разград)                                                                        | 5:0 | Литекс (Ловеч) | Лудогорец Арена, Разград |  |
| 17:30        | Светослав Дяков 12' Фабио Ешпиньо 27' Александър Барт 62' Върджил Мисиджан 84' Дани Абало 90+2' |     |                | Съдия: Таско Тасков      |  |

### 1/2 финали

#### Първи срещи
| 7 април 2015 | Черно море (Варна)                                                                      | 5:1 | Локомотив 1926 (Пловдив) | Тича, Варна         |  |
|              | Симеон Райков 3' Вилян Бижев 44' Михаил Венков 48' Матиас Курьор 59' Георги Божилов 75' |     | Мехди Бурабия 69'        | Съдия: Таско Тасков |  |

| 8 април 2015 | Лудогорец 1945 (Разград) | 0 – 0 | Левски (София) | Лудогорец Арена, Разград           |  |
| 19:00        |                          |       |                | 6000 зрители Съдия: Цветан Кръстев |  |

#### Срещи реванш
| 29 април 2015 | Левски (София) | 1:0 | Лудогорец 1945 (Разград) | Георги Аспарухов, София |  |
|               | анете 90+1'    |     |                          | Съдия: Ивайло Стоянов   |  |

| 29 април 2015 | Локомотив 1926 (Пловдив)                   | 2:3 | Черно море (Варна)                        | Локомотив, Пловдив |  |
|               | Спас Делев 39', Мамуту Кулибали 39' (авт.) |     | Живко Атанасов 1', Матиас Курьор 89', 90' |                    |  |

### Финал
В този кръг участват двата победителя от полуфиналите. Символичен домакин на финала е отборът от първата изтеглена полуфинална двойка. Мястото на провеждане на финала се определя допълнително. Носителят на купата се излъчва в една среща. При равенство в редовното време се играят две продължения по 15 минути, а при ново равенство в края на продълженията се изпълняват дузпи.
Условия на срещата: (Бургас, Лазур, 30 май 2015, събота 20:00 часа)
Резултат на срещата: 2:1
| Домакин            | Резултат | Гост           |
| ------------------ | -------- | -------------- |
| Черно море (Варна) | 2:1      | Левски (София) |